# Гендерные стереотипы
Гендерные стереотипы — это распространённые в обществе представления об особенностях и поведении представителей разных гендеров. Гендерные стереотипы тесно связаны с существующими в данном обществе гендерными ролями и служат для их поддержания и воспроизведения. В частности, гендерные стереотипы способствуют поддержанию гендерного неравенства.
Содержание и степень выраженности гендерных стереотипов различается в разных культурах и в разные исторические периоды, хотя наблюдаются и некоторые кросскультурные сходства. Научные исследования гендерных различий показывают, что гендерные стереотипы в целом не соответствуют действительности, но их устойчивость обеспечивается, в частности, когнитивными искажениями, которые позволяют людям избирательно воспринимать и интерпретировать информацию, поступающую из внешнего мира.

## Общая информация
Согласно теории социальных ролей, гендерные стереотипы возникают как следствие существования гендерных ролей — социальных ожиданий, предписывающих человеку определённое поведение в зависимости от его гендерной принадлежности. Другими словами, наблюдая за тем, как представители разных гендеров занимаются разными делами, люди делают вывод, что они коренным образом отличаются друг от друга. В то же время гендерные стереотипы служат механизмом поддержания гендерных ролей: верования об уникальных качествах и отличительных особенностях того или иного гендера используются для обоснования необходимости вести себя в соответствии с соответствующей гендерной ролью.
Исследователи гендерных стереотипов, как правило, исходят из представлений о гендере, характерных для западной культуры, и поэтому в литературе о гендерных стереотипах обычно обсуждаются стереотипы и роли мужчин и женщин. Однако бинарная гендерная система с её жёсткими ролевыми предписаниями не универсальна: во многих культурах мира существует более двух традиционных гендерных ролей и допускается смена гендерной роли, а в некоторых гендер традиционно не имеет существенного значения для социальной жизни.

## Содержание гендерных стереотипов и культурное разнообразие
Содержание гендерных стереотипов отчасти сходно в различных культурах. Например, по результатам исследования студентов из 25 стран, в соответствующих культурах мужчинам часто приписывается смелость, независимость, сила, стремление к власти и доминированию, а женщинам — нежность, зависимость, мечтательность, эмоциональность, покорность и слабость. С другой стороны, в этом же исследовании было установлено, что такие качества, как лень, заносчивость, хвастливость и неорганизованность, в разных культурах приписываются разным гендерам. Кроме того, было выявлено различие по степени дифференциации гендеров: в частности, в Германии и Малайзии исследователи обнаружили резко выраженную дифференциацию, а в Индии и Шотландии — слабую.
Поскольку гендерные стереотипы зависят от принятых в данном обществе гендерных ролей, их содержание и степень выраженности могут различаться в разных культурах и меняться на протяжении истории в рамках одной культуры вместе с гендерными ролями. Например, когда в конце XIX века для печати газет начали использовать линотип, рабочие-печатники добились того, чтобы работодатели не нанимали для обслуживания линотипа женщин (которым они могли бы платить меньше, чем мужчинам), обосновывая это тем, что женщины по своей природе не способны обращаться с таким оборудованием и заниматься печатным делом. Однако позже, с распространением печатных машинок, именно женщины стали массово поступать на работу машинистками, и сомнений в их способности печатать в связи с этим не выражалось. Когда же в 1970-е годы на смену линотипу пришёл компьютерный набор, то эта сфера тоже оказалась в ведении женщин. Распространённое в западных обществах представление о том, что женщины от природы неспособны обращаться с техникой, утратило популярность во время Второй мировой войны, когда женщины массово заменили мужчин на производстве. С другой стороны, как отмечают некоторые исследователи, идея о природной непригодности женщин к производительному труду никогда не распространялась на женщин рабочего класса, которые всегда совмещали работу вне дома с домашним трудом.

## Гендерные стереотипы и научное знание
Гендерные различия давно привлекают внимание учёных из разных научных областей. Долгое время основной целью исследователей, изучавших гендерные различия, было найти научные подтверждения гендерным стереотипам и тем самым предоставить убедительное оправдание существующих гендерных ролей. Однако в целом достичь этой цели не удалось: большинство исследований обнаруживают гораздо больше сходств, чем различий между мужчинами и женщинами, а выявляемые незначительные различия нередко имеют очевидно социальную природу. Например, мужчины, в отличие от женщин, — в полном соответствии со своими гендерными ролями — сообщают, что не считают себя очень склонными к эмпатии, но измерения физиологических и мимических реакций показывают, что различий в непосредственных эмпатических реакциях между мужчинами и женщинами нет. Другие исследования обнаруживают, что мужчины испытывают злость, грусть и страх так же часто, как женщины, но при этом чаще выражают злость и подавляют другие негативные эмоции, а женщины, наоборот, подавляют злость и выражают грусть и страх.

## Гендерные стереотипы и гендерное неравенство
Как и другие социальные стереотипы, гендерные стереотипы выполняют функцию оправдания социального, а именно гендерного неравенства. Например, гендерные стереотипы, предписывающие женщинам быть мягкими и осуждающие в них агрессивность и решительность, способствуют дискриминации женщин на рабочем месте, создавая эффект так называемого стеклянного потолка. Хотя многие стереотипы приписывают женщинам положительные качества, такие как чувствительность, интуитивность и заботливость, некоторые авторы отмечают, что в тех культурах, где распространены такие стереотипы, эти качества ценятся ниже, чем рациональность и активность, которые приписываются мужчинам. Таким образом, гендерные стереотипы выражают и укрепляют андроцентризм — представление о мужчинах как о норме, относительно которой женщины представляют собой отклонение.
Как показывают многие исследования, приверженность гендерным стереотипам и традиционные взгляды на гендерные роли — одна из ключевых отличительных характеристик мужчин, совершающих домашнее насилие и сексуальное насилие над женщинами — виды насилия, в основе которых лежит стремление к власти и контролю.
Гендерные стереотипы также наносят вред мужчинам, которые в силу тех или иных обстоятельств оказываются не в позиции власти. Например, мужчины, пережившие сексуальное насилие, из-за давления гендерных стереотипов крайне редко обращаются за помощью, а даже если обращаются, часто не получают помощи, так как медицинские работники и юристы не верят, что они могли пострадать.

## Гендерные стереотипы и когнитивные искажения
Когнитивные искажения — это систематические ошибки мышления, возникающие на основе дисфункциональных убеждений. Функционирование гендерных стереотипов тесно связано с несколькими когнитивными искажениями — в частности, верой в справедливый мир, иллюзией корреляции, каскадом доступной информации и самоисполняющимся пророчеством.

### Вера в справедливый мир
Вера в справедливый мир — когнитивное искажение, основанное на убеждении в том, что всё происходящее в мире справедливо и, в частности, что люди, с которыми происходят нежелательные события, сами их заслужили или создали. Вера в справедливый мир является компонентом многих гендерных стереотипов в той мере, в которой они приписывают те или иные качества или социальные роли мужчин и женщин их биологической природе. Этот механизм позволяет оправдывать гендерное неравенство, игнорируя явную несправедливость или считая её естественной.

### Иллюзия корреляции
Иллюзия корреляции — это восприятие двух явлений как связанных между собой, даже если наблюдаемая реальность не подтверждает наличия такой связи. В случае гендерных стереотипов иллюзия корреляции проявляется в том, что люди видят связь между гендерной принадлежностью и определёнными качествами. Формируя ожидания от гендерных групп и их представителей, гендерные стереотипы могут привлекать внимание человека к тем фактам, которые их подтверждают, и не замечать информацию, которая им противоречит. Формированию иллюзии корреляции также может способствовать тенденция делать выводы на основании ограниченного числа примеров и лучше запоминать крайние примеры внутри имеющейся выборки, чем гарантированно подтверждённые примеры. Такая склонность уделять меньше внимания сравнительно частым случаям из реальной жизни, чем отдельным ярким случаям, описывается понятием «ошибка базовой оценки». Ошибка базовой оценки работает на поддержание гендерных стереотипов, например, когда мужчина, считающий женщин плохими водителями, на дороге игнорирует многочисленных женщин-водителей, не нарушающих правила, а видя одну женщину, которая нарушила правила, воспринимает этот случай как подтверждение имеющегося у него стереотипа.

### Каскад доступной информации
Каскад доступной информации — это укрепление коллективной веры во что-либо в результате нарастающего повторения в публичном дискурсе. Гендерные стереотипы постоянно воспроизводятся в средствах массовой информации. СМИ также часто искажают результаты научных исследований гендерных различий, преувеличивая обнаруживаемые различия и умалчивая о том, что межгендерных сходств исследования обнаруживают гораздо больше. Это способствует тому, что гендерные стереотипы воспринимаются как непреложная и самоочевидная истина.

### Самоисполняющиеся пророчества
Самоисполняющееся пророчество — это ложное определение ситуации, вызывающее новое поведение, которое превращает первоначальное ложное представление в реальность. Гендерные стереотипы часто срабатывают как самоисполняющиеся пророчества. Например, как показывают исследования, гендерные стереотипы родителей заставляют их искажённо воспринимать способности и достижения своих детей и, более того, заставляют самих детей воспринимать их так же. Как отмечают исследователи, это может ограничивать возможности самореализации детей. Гендерные стереотипы работодателей, в частности, их убеждение в том, что женщины в силу своих личных качеств не подходят для руководящей работы, заставляют их поручать женщинам те задания, которые не позволяют им проявить себя с другой стороны и приобрести дополнительный опыт.

## История изучения гендерных стереотипов
В западной социологии повышенный интерес к проблеме гендерных стереотипов обозначился в 1970-е годы и сохраняется до настоящего времени. Одной из первых значимых работ о природе и содержании гендерных стереотипов стало исследование И. Броверман и коллег, которое, в частности, эмпирически подтвердило гипотезу об андроцентризме гендерных стереотипов. На протяжении последующих десятилетий появились монографии и статьи, рассматривающие различные аспекты гендерной стереотипизации.
В советской и российской науке первыми к теме гендерных стереотипов обратились психологи. В 1980-е годы появился ряд работ, посвящённых проблемам стереотипных представлений о качествах мужчины и женщины. Советские психологи изучали имеющийся опыт своих западных коллег, но в то время ещё использовали собственный термин «полоролевые стереотипы». В постсоветской науке гендерные стереотипы стали предметом изучения не только психологов, но также социологов, культурологов, экономистов, этнографов, лингвистов. Среди наиболее исследуемых аспектов темы — анализ влияния использования гендерных стереотипов в масс-медиа и в рекламе на дискриминацию женщин, роль гендерных стереотипов в политической, экономической сфере, сфере социальной политики.